# Scandix chevalieri
Scandix chevalieri är en flockblommig växtart som beskrevs av fader Sennen. Scandix chevalieri ingår i släktet nålkörvlar, och familjen flockblommiga växter. Inga underarter finns listade i Catalogue of Life.